# Riffa
Al-Riffa (Arabisch: الرفاع; ar-Rifa'a) is een stad in het gouvernement (muhafazah) Centraal (al-Wusţa) van de eilandenstaat Bahrein in de Perzische Golf. Met 79.550 inwoners (volkstelling 2001) is het de derde stad van het land na Manamah en Muharraq. De meeste inwoners zijn soennieten. De stad is onderverdeeld in twee stedelijke gebieden; Oost-Riffa en West-Riffa. Tot 1869 vormde het de hoofdstad van het eiland en vanaf de onafhankelijkheid van Bahrein tot 2002 behoorde het bij de gemeente Ar Rifa'wa al Mintaqah al Janubiyah (Riffa en zuid).

## Oost-Riffa
Oost-Riffa (Ar Rifa' ash Sharqi) heeft een straatmarkt (Bukuwara-markt) en bevat meer winkels dan West-Riffa. Bij het stadsdeel bevinden zich onder andere het Riffa-fort (ook sjeik Salman Bin Ahmad Al Fateh-fort genoemd) en een golfbaan (aangelegd voor ruim 1 miljoen dollar in een wadi). Een nieuw onroerendgoedproject (van Arcapitalia) is 'Riffa View', wat een aantrekkelijk woon- en winkelgebied voor rijke buitenlanders moet worden. Onderdeel van dit laatste project vormen onder andere meerdere kunstmatige meren, een internationale school en winkelgebieden. In het stadsdeel bevindt zich ook de recentelijk geopende Koninklijke Vrouwenuniversiteit (Royal Women's University).

## West-Riffa
West-Riffa (Ar Rifa' al Gharbi) bestaat vooral uit woongebieden voor de regerende elite, rijke zakenlieden en investeerders. Ook de koninklijke familie (inclusief koning Hamad bin Isa Al Khalifa) en de premier wonen hier in hun paleizen.
In het centrum van West-Riffa bevindt zich een klokkentoren.

## Sport
In West-Riffa bevindt zich het nationale stadion, waar de meeste voetbalwedstrijden en andere belangrijke sportactiviteiten plaatsvinden. West- en Oost-Riffa hebben ieder hun eigen stadions en voetbalteams (respectievelijk Riffa Club en East Riffa FC).
Bij Riffa ligt sinds 2009 de Royal Golf Club, waar in 2011 de eerste editie van de Volvo Golf Champions plaatsvindt. 

## Geboren
- Hamad bin Isa Al Khalifa (1950), koning van Bahrein